# پردازش دسته‌ای
پردازشِ دسته‌ای (به انگلیسی: Batch Processing) اجرایِ بدونِ مداخلهٔ دسته‌ای از برنامه‌ها («پیشه‌ها») بر رویِ رایانه می‌باشد. .

## فواید
پردازش دسته ای فواید زیر را دارد:
می تواند، زمان پردازش کار را به زمانی که منابع کمتر مشغول هستند  جابه جا کند. 
با مداخله دستی و نظارت به صورت دقیقه به دقیقه از بیکار ماندن منابع محاسباتی جلوگیری می‌کند.
با بالا نگاه داشتن نرخ کلی کارایی، باعث مستهلک شدن کامپیوتر به ویژه در گران قیمت آن می‌شود.
به سیستم اجازه می‌دهد که الویت‌های مختفلی برای کارهای فعال و غیر فعال تخصیص دهد.
بجای آنکه یک برنامه را چندین بار اجرا کند تا یک تراکنش را هر دفعه پردازش کند. پردازش دسته ای یک برنامه را فقط یک بار برای fabios  اجرا می‌کند. سربار سیستم را کاهش می‌دهد.